# La veu de la resistència
La veu de la resistència (títol original en anglès, Burning at Both Ends) és una pel·lícula del 2021 dirigida per Matthew Hill i Landon Johnson, ambientada a la França de Vichy ocupada pels nazis. És protagonitzada per Cary Elwes, Jason Patric, Greer Grammer, Sebastian Roché i Judd Hirsch. S'ha doblat al català central i al valencià.
El guió va ser premiat als premis Movieguide el 2014. Originalment, es va anunciar que Elwes en seria el protagonista al costat de Matthew Modine quan Slingshot Productions va anuncair la producció a Los Angeles el març de 2017, i s'esperava que el rodatge comencés aquella primavera. Judd Hirsch i Greer Grammar també van ser anunciats com a actors del repartiment el març de 2017.
La pel·lícula va estar disponible a la carta al Regne Unit a partir del 10 de gener de 2022.
En una ressenya titulada "Jason Patric fa contraban de qualitat en una història de guerra digna", The Guardian va dir que la pel·lícula tenia «el nucli d'una bona idea», però que «la tímida pel·lícula no aconsegueix aprofitar plenament [a] l'escenari incòmode i perd oportunitats en altres llocs, en lloc d'aconseguir pietats autosatisfetes per lluitar contra la lluita justa». L'actuació de Patric com a l'Andre moralment ambigu és elogiada en comparació amb l'actuació «estranyament deslligada» d'Elwes.
La pel·lícula va ser guardonada amb el premi a la millor pel·lícula per a públic madur als premis MovieGuide de 2023.